# 太祖宥養理岱
「太祖宥養理岱」は、『滿洲實錄』に見える明万暦12年1584の戦役。建州女直酋長ヌルハチ (後の清太祖) が渾河フネヘ部の兆佳ジョオギャ城を攻略し、城主・李岱リダイを生捕った。

## 経緯

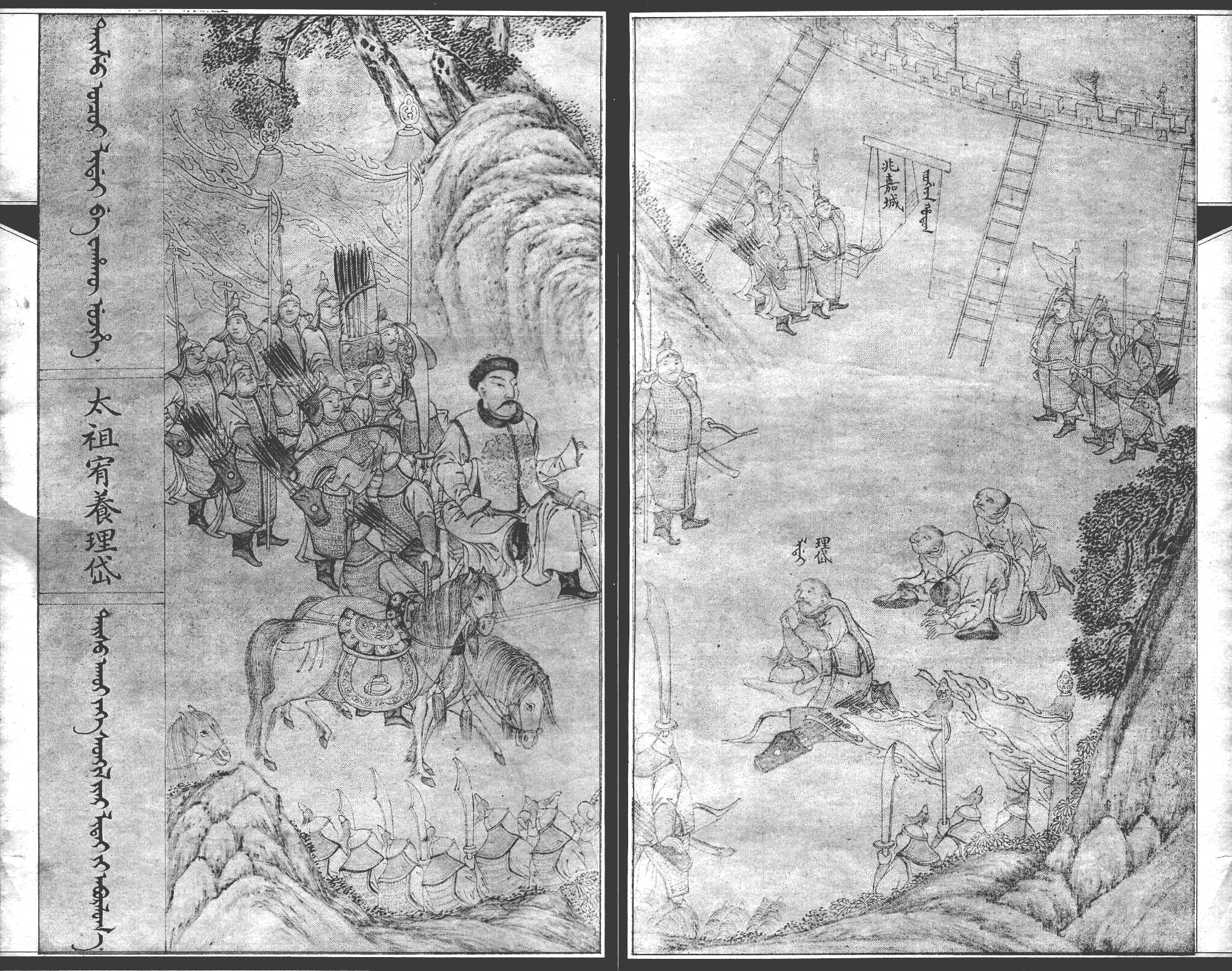
右：ジョオギャ城^{上}、リダイ^{下}/ 左：ヌルハチ (『滿洲實錄』巻1「祖宥養理岱」)

明万暦12年1584旧暦正月、ヌルハチは兆佳ジョオギャ城主・李岱リダイ征討へ向け出兵したが、一行はその途上で大雪にみまわれ、噶哈ガハ嶺に至ったところで進退困難となった。同行していた叔父や兄弟が撤退を進言したが、ヌルハチは聴き容れず、
```
李岱、我、同じき姓の兄弟。乃ち自ら相ひ戕害し、反りて哈達の爲に嚮導す。豈に恕す可きや。
```

(李岱リダイが哈達ハダ兵を先導し、宗族の私を殺害しようと謀ったことは到底寛恕できない)
というと、足下の雪道を階段状に削らせ、馬を縄で繋がせ、兵には魚貫させて、大雪の山路を強行突破した。
しかしヌルハチ一行がジョオギャ城に辿りついた頃、大伯父ソオチャンガの子・龍敦ロンドンからヌルハチ来襲を報されたリダイはすでに兵を集め、登城してヌルハチを迎撃する準備を整えていた。その様子をみたヌルハチ一行からは、準備万端の敵城に乗り込むのは容易でないとし、またも撤退を進言する者が出たが、ヌルハチはそんなこと百も承知の上だと城を包囲させ、あっけなく陥落させた。リダイは捕縛されたが、宗族のよしみで命はとられず、連行された。

## 考証
ヌルハチは明万暦14年1586に祖父ギョチャンガの仇ニカン･ワイランを討ち、翌15年1587には自身初となる居城 (フェ･アラ城) を築いた (→「太祖獨戰四十人」参照)。同23年1595の歳の瀬、李氏朝鮮の主簿・申忠一はフェ･アラを訪れ、12月25日にその往路で蔓遮河 (新開河) と波豬江の合流点の北方に「土城」をみとめたという。
|  | 「土城」の位置 (右下に東北から西南に流れるのが鴨緑江。「财源镇」の「财」の字の上あたりで「蔓遮川」が西北に「波豬江」と合流する。) |
|  | --- |

『申忠一書啓』には以下の註記がみえる。
```
一. 土城乃蔓遮諸部酋長李大斗・李以難主・李林古致等、抄領千餘壯勇、本住此城、共拒奴酋之侵凌。奴酋遂(　　　)群來鬭、合戰四度、尚且相持。(　　　)其終不可敵、便乘黑夜、(　　　)逃命、今不知去處者。
```

これに拠れば、かつて李大斗・李以難主・李林古致の三人が拠る土城に奴酋ヌルハチが侵攻し、四度の合戦の末に三人の李姓酋長が亡命したとされる。
女真の「李姓」は建州衛第二代衛主・李滿住が名告ったのが始りとされ、その一族は波豬江全流域をその要鎮としていた。稻葉岩吉はこの李大斗を『清實錄』にみえる李岱に推定し、同一人物であるとすればこの戦役を境に李姓女真一族 (即ち李滿住の一族) は一掃されてしまったのではないかとしている。

## 脚註

### 典拠
1. ↑  “ᠵᠣᠣᡤᡳᠶᠠ joogiya”. 满汉大辞典. 遼寧民族出版社. p. 876. "[名]〈地〉兆佳 (明代浑河部女真人的聚居地，今辽宁省新宾满族自治县下营子赵家村附近)。"
2. ↑  “山川”. 欽定滿洲源流考. pp. 314,419
3. ↑  “山川3”. 欽定盛京通志 (増補本). 27. p. 19
4. ↑  “ぎょ-かん･･クヮン【魚貫】”. 精選版 日本国語大辞典. 小学館. "〘名〙 魚を串にさしつらねたように、おおぜいの人が列をなしてつらなって行くこと。"
5. 1 2  “甲申歲萬曆12年1584 1月1日段282”. 太祖高皇帝實錄. 1
6. 1 2  “諸部世系／滿洲國／甲申歲萬曆12年1584 1月段22”. 滿洲實錄. 1
7. ↑  “申忠一建州圖錄解説-二.”. 興京二道河子舊老城. pp. 51-56

### 註釈
1. ↑  「太祖宥養理岱」(書き下し：太祖理岱lidaiヲ宥シ養フ, 拼音：tàizǔ yòuyǎng lǐdài)
2. ↑  『满汉大辞典』では現遼寧省撫順市新賓満族自治県平頂山鎮?趙家村近辺[1]としているが、後述の通り波豬江と蔓遮川 (新開河) の合流点北側だとすれば、現吉林省通化市集安市北屯村附近にあたる。
3. ↑  『欽定滿洲源流考』には「噶哈嶺太祖高皇帝、甲申年、征渾河部、鑿道噶哈嶺。」とあるのみで、具体的な位置についての言及はなく、また「謹案、自噶哈嶺以下、古無稱」(清以前の名称はない) としている。[2]『欽定盛京通志 (増補本)』には「噶哈嶺國語噶哈烏鴉也。城西四百三十餘里。其下即英莪布瞻。我太祖髙皇帝、甲申年、征渾河部、鑿道於此。國語布瞻林也。」とあり、吉林城の西430餘里の距離に位置するとしているが、吉林の一帯は当時海西女直の地盤だったため、当らない。満洲語「gaha」には烏の意があるとしている。[3]
4. ↑  清代の佟家江および民国期の渾江 (混江) の明代における呼称。
5. ↑  原史料では註記の上部がかけ、一部文字が消えている。缺損部分は丸括弧 (　) で示した。また、この部分は『宣祖實錄』にはみえない。

## 文献

### 實錄
＊中央研究院歴史語言研究所
- 編者不詳『滿洲實錄』乾隆46年1781 (漢) 
  - 『ᠮᠠᠨᠵᡠ ᡳ ᠶᠠᡵᡤᡳᠶᠠᠨ ᡴᠣᠣᠯᡳmanju i yargiyan kooli』乾隆46年1781 (満) ＊今西春秋訳版
    - 今西春秋『満和蒙和対訳 満洲実録』刀水書房, 昭和13年1938訳, 1992年刊
- 覚羅氏勒德洪『太祖高皇帝實錄』崇徳元年1636 (漢)

### 史書
- 稻葉岩吉『清朝全史』上巻, 早稲田大学出版部, 大正3年1914
- 趙爾巽『清史稿』清史館, 民国17年1928 (漢) ＊中華書局版
- 孟森『清朝前紀』民国19年1930 (漢) ＊商務印書館版

### 研究書
- 建国大学研究院『興京二道河子舊老城』昭和14年1939

### Web
- 栗林均「モンゴル諸語と満洲文語の資料検索システム」東北大学
- 「明實錄、朝鮮王朝実録、清實錄資料庫」中央研究院歴史語言研究所 (台湾)